# Neerhespen
Neerhespen is een dorp en deelgemeente van Linter in de provincie Vlaams-Brabant. Neerhespen was een zelfstandige gemeente tot aan de gemeentelijke herindeling van 1971.

## Geschiedenis
Bij de definitieve vastlegging van de taalgrens in 1963 werd het Nederlandstalige Neerhespen overgeheveld van het Arrondissement Borgworm in de Provincie Luik naar het Arrondissement Leuven in de toenmalige Provincie Brabant.
In 1971 fuseerde Neerhespen met Overhespen, Melkwezer en Orsmaal-Gussenhoven tot de nieuwe gemeente Orsmaal. Bij de  gemeentelijke herindeling van 1977 werd deze pas gevormde gemeente ontbonden en gingen deze vier dorpen samen met Drieslinter en Neerlinter op in de nieuwe fusiegemeente Linter.

## Toponymie
Voor een duidelijk overzicht worden eerst de vormen van het toponiem Hespen, resp. Neerhespen en Overhespen op een rij gezet.
- Hespen: 980 Hasbina, 1115 Hesbines, 1139 Hespinne/Hespine, 1321 in hespinne, circa 1350 hespene, enz.
- Neerhespen: 1321 in hespinne inferiori, 1324 nederhespen, enz.
- Overhespen: 1321 in hespine superiori, in ouerhespinne (ouer, lees: over), enz.[1]

De naam Hespen, later onderscheiden met Neer- en Over-, is niet met zekerheid te verklaren. Volgens de meest gangbare uitleg gaat het eerste lid terug op Germaans *hasp, dat weide betekent. Hespen is van deze wortel afgeleid met een Romaans n-suffix, zoals Kempen is afgeleid van Romaans campania "(hoog)vlakte". Omdat het n-suffix doorgaans dient om waternamen te vormen, ziet Herbillon in Hespen eerder een waternaam *absa, bij de wortel *ab ("water"). De begin-H van Hespen is volgens Herbillon een Germaanse aanpassing.
Deze toponymie roept echter veel vraagtekens op. Gysseling probeerde de naam Haspengouw/Hesbaye te verklaren uit het Germaanse Hasibanja. Daarin zit Hasia, een genitief meervoud van Hasiz, dat evolueerde tot de Germaanse volkerennaam Hessen + banna ("rechtsgebied").
Lauran Toorians stelt in een artikel het volgende voor. De naam Hespen zou etymologisch verwant zijn met Heesbeen en kunnen teruggaan naar de plaatsnaam Caspingio dat vermeld staat op de Romeinse Peutingerkaart. Caspingio is een Gallisch woord waarvan wordt verondersteld dat het naar het landgoed van een persoon verwijst (Cassibennos). Later is dat door Germaanse spraakbeïnvloeding in het oud-Nederlands eerst Hasbenni geworden en vervolgens Heesbeen en Hespen. In het Frans is het over Hasbennja tot Hesbaye geëvolueerd. (Hesbaye betekent nu in het Nederlands Haspengouw.)

## Bezienswaardigheden
- De Sint-Mauritiuskerk
- Het Kasteel van Neerhespen

## Natuur en landschap
Neerhespen ligt op het Haspengouws Plateau op een hoogte van 37-73 meter. De plaats ligt in de vallei van de Kleine Gete.

## Demografische ontwikkeling
- Bronnen:NIS, Opm:1831 tot en met 1970=volkstellingen

## Nabijgelegen kernen
Overhespen, Gussenhoven, Wange, Neerwinden, Neerlanden, Rumsdorp
Deelgemeenten: Drieslinter · Melkwezer · Neerhespen · Neerlinter · Orsmaal-Gussenhoven · Overhespen · Wommersom

Belgische gemeenten · Arrondissement Leuven · Vlaams-Brabant · Vlaanderen